# Rumex maderensis
Rumex maderensis är en slideväxtart som beskrevs av Richard Thomas. Lowe. Rumex maderensis ingår i släktet skräppor, och familjen slideväxter. Inga underarter finns listade i Catalogue of Life.